# Zentrales Chiffrierorgan
Zentrales Chiffrierorgan (ZCO) war in der zweiten Hälfte des 20. Jahrhunderts die Bezeichnung für die Abteilung XI im Ministerium für Staatssicherheit (MfS) der Deutschen Demokratischen Republik (DDR). Das ZCO umfasste alle Verantwortungsbereiche des Chiffrierwesens, also der Kryptologie, der DDR, mit Ausnahme der Nationalen Volksarmee (NVA).

## Aufgaben
Zu den wichtigsten Aufgaben des ZCO gehörte die Sicherstellung der Chiffrierung und Dechiffrierung von geheim zu haltenden Schriftstücken, Fernschreiben, Funksprüchen und Telefongesprächen. Dazu kam die Sammlung und Auswertung von Chiffren, Codes und anderer Informationen, die über Chiffrierdienste fremder Staaten Auskunft geben konnten. Ferner galt es, die Chiffriersicherheit des Außenhandels der DDR zu wahren. Schließlich war für die Aus- und Weiterbildung der eigenen Mitarbeiter zu sorgen.
Erhaltenen MfS-Unterlagen kann man die folgenden Aufgabendefinitionen zur Kryptographie und Schlüsseltechnik entnehmen:
- Festlegung einheitlicher Verfahren
- Beratung und Unterstützung staatlicher Organe
- Forschung und Entwicklung
- Beschaffung, Herstellung und Instandsetzung
- Produktion von Schlüsselmitteln
- Analyse fremder Verfahren
- Unterstützung von Funkaufklärung und Funkabwehr
- Schutz vor kompromittierender Strahlung
- Ausland

## Personal
Am 16. Februar 1950, wenige Monate nach Gründung der DDR am 7. Oktober 1949, wurde Wilhelm Zaisser zum Minister für Staatssicherheit ernannt. Dieser ließ mit Weisung vom 16. Dezember 1950 die Abteilung XI einrichten – die Chiffrierabteilung. Erster Abteilungsleiter wurde Erich Schürrmann (* 1912 in Dresden), gelernter Lackierer, seit 1932 Mitglied der KPD, ab 1948 zum Kriminalpolizisten ausgebildet, und ab 1953 im Rang eines Obersten.
Letzter Abteilungsleiter des ZCO war Wolfgang Birke (* 1931 in Pirna), von Beruf Bäcker, der Anfang der 1950er-Jahre in der Volkspolizei Nachrichtenoffizier wurde und 1956 ins MfS eintrat. An der Juristischen Hochschule Potsdam (JHS) wurde er zum Diplom-Juristen (Dipl.‑Jur.) ausgebildet und im Jahr 1974 Leiter der Abteilung XI. Sein letzter Dienstgrad war Generalmajor.
Die Mitarbeiter des ZCO, die interne Details von Verfahren oder Geräten kannten, wurden „befugte Personen“ genannt und als „Geheimnisträger des Chiffrierwesens“ (GTCW) bezeichnet. Zwar kannten sie in aller Regel keine weiteren Staatsgeheimnisse, waren jedoch verpflichtet, ihr Wissen über die Chiffriertechnik als ein solches „strengstens“ zu wahren. Selbst Familienangehörigen durften keinerlei Informationen gegeben werden.
Nachdem die Anzahl der Mitarbeiter des MfS im Jahr 1975 bei 3800 gelegen war, stieg sie bis 1989 auf mehr als 10.200 an. Davon waren 513 hauptberufliche Mitarbeiter des ZCO, zum großen Teil Mathematiker. Dienstsitz seit 1972 war Hoppegarten, heute Sitz eines Zwischenarchivs des Bundesarchivs sowie dessen Filmarchivs. Nach der Wende und friedlichen Revolution in der DDR wurde das ZCO im Jahr 1990 aufgelöst. Einige seiner Mitarbeiter wurden von der NATO, von Bundesbehörden oder von westdeutschen Unternehmen übernommen, beispielsweise von R&S SIT, einem Tochterunternehmen von Rohde & Schwarz.

## Gliederung
Das ZCO als Abteilung XI (Abt. XI) des MfS untergliederte sich in mehrere Referate. Dazu gehörten:
- Abt. XI/1 – Forschung und Entwicklung
- Abt. XI/3 – EDV
- Abt. XI/5 – Chiffriermittel
- Abt. XI/6 – Dekryptierung
- Abt. XI/9 – Auslandschiffrierdienst
- Abt. XI/10 – Kryptologie

## Mittel
Im Jahr 1954 war das Referat Chiffriermittel gegründet worden. Dort wurden fortan eigene Chiffriermethoden ersonnen und entsprechende Hilfsmittel und Geräte entworfen und hergestellt. Während es in den ersten Jahren hauptsächlich Handschlüssel und elektromechanische Maschinenschlüssel waren, häufig basierend auf dem kryptographisch sicheren Einmalschlüssel-Verfahren (englisch One-Time-Pad), folgten ab etwa 1967 erste elektronische Chiffriergeräte. Diese verwendeten die damals moderne Transistortechnik und ab etwa 1980 dann die noch moderneren Mikroprozessoren.
Zeitgleich stellte man die Nachrichtenübertragung von Fernschreibern nach und nach auf Richtfunkstrecken um. Auch Rundfunktechnik wurde vom MfS genutzt (siehe auch: Schnatterinchen oder Eiserne Frau). Decknamen einiger Verfahren und Geräte lauteten etwa: Agat, Argon, Dudek, Elbrus, Fialka, Go, Interieur, Puma, Sambo, T‑310/50, Wecha und Wuma. Es gab noch Dutzende weitere.